# Glabraster
Glabraster is een geslacht van zeesterren uit de familie Poraniidae.

## Soort
- Glabraster antarctica (E.A. Smith, 1876)